# 寿 (松本市)
寿（ことぶき）は長野県松本市の市街地の南東の地区。寿台、寿北、寿中、寿南の4つの住居表示実施地区と、大字寿小赤、大字寿白瀬淵、大字寿豊丘、大字松原の4つの大字からなる。高度経済成長期に松本市郊外の住宅地として開発され、大規模な団地が林立するエリアとなっている。

## 歴史
松本藩領であったが、移封に伴い藩主の石高にずれが生じたため、1618年に松本藩から高島藩に5000石分の領地として割譲された地区である。

## 寿台
寿台（ことぶきだい）は松本市の町丁。現行行政地名は寿台1丁目から寿台9丁目。住居表示実施済み。寿台団地があり、寿地区で最も早く開発に着手された地区である。かつては郵便局は寿東簡易郵便局があったが、現在は閉局しており、一番南東側（ただし住所は内田）にある片丘郵便局が最寄の郵便局である。

### 歴史
- 1973年11月1日 - 全域で住居表示実施[4]。

### 世帯数と人口
2018年（平成30年）10月1日現在の世帯数と人口は以下の通りである。
| 丁目      | 世帯数    | 人口    |
| --------- | --------- | ------- |
| 寿台1丁目 | 77世帯    | 108人   |
| 寿台2丁目 | 180世帯   | 423人   |
| 寿台3丁目 | 253世帯   | 544人   |
| 寿台4丁目 | 101世帯   | 263人   |
| 寿台5丁目 | 212世帯   | 388人   |
| 寿台6丁目 | 127世帯   | 288人   |
| 寿台7丁目 | 137世帯   | 312人   |
| 寿台8丁目 | 134世帯   | 203人   |
| 寿台9丁目 | 162世帯   | 360人   |
| 計        | 1,383世帯 | 2,889人 |

### 施設
- 松本市寿台体育館

## 寿北
寿北（ことぶききた）は松本市の町丁。現行行政地名は寿北1丁目から寿北9丁目。住居表示実施済み。

### 概要
町村制施行までは上瀬黒村、下瀬黒村、竹渕村としてそれぞれ存在していた。寿北地区で最も歴史が古いのは瀬黒地区で、竹渕地区がそれに次ぐ。その他、近代以降になって誕生した寿田町地区がある。西側に田川、北東側に牛伏川が流れていて、西部には五千石街道が通っている。
長野県松本技術専門校、独立行政法人高齢・障害・求職者雇用支援機構長野支部長野職業能力開発促進センター松本訓練センター（愛称：ポリテクセンター松本）がある。7丁目、8丁目には寿田町団地、豊丘住宅、竹渕住宅などからなる大団地群が、また5丁目にもサザン並柳団地がある。
北には寿運動公園、シナノカメラ、曹洞宗生蓮寺が、南東には真言宗智山派王徳寺が、東には米沢神社、日吉神社、中山があり、中山霊園は一部が寿北9丁目にかかっている。
橋梁は牛伏川には吾妻橋、中橋、矢沢橋と田川には寿橋、竹渕橋、平田橋が架かる。
郵便局は七丁目、寿田町団地に寿簡易郵便局がある。
寿田町団地など、現在寿北の一部分は、かって大字芳川平田であった。1980年代～90年代の住宅地図によれば、大字寿豊丘から一旦大字芳川平田になり、その後寿北になった地区もある。

### 歴史
- 1994年2月28日 - 1〜2丁目で住居表示実施。
- 1995年10月30日 - 3〜9丁目で住居表示実施[4]。

### 世帯数と人口
2018年（平成30年）10月1日現在の世帯数と人口は以下の通りである。
| 丁目      | 世帯数    | 人口    |
| --------- | --------- | ------- |
| 寿北1丁目 | 240世帯   | 557人   |
| 寿北2丁目 | 98世帯    | 226人   |
| 寿北3丁目 | 298世帯   | 606人   |
| 寿北4丁目 | 13世帯    | 35人    |
| 寿北5丁目 | 463世帯   | 998人   |
| 寿北6丁目 | 544世帯   | 1,341人 |
| 寿北7丁目 | 885世帯   | 1,949人 |
| 寿北8丁目 | 212世帯   | 514人   |
| 寿北9丁目 | 31世帯    | 82人    |
| 計        | 2,784世帯 | 6,308人 |

## 寿中
寿中（ことぶきなか）は松本市の町丁。現行行政地名は寿中1丁目及び寿中2丁目。住居表示実施済み。

### 概要
江戸時代は百瀬村、南百瀬村として存在しており、いずれも江戸時代までは「ももぜ」と読まれていたが明治以降は「ももせ」となった。
西側の田川、東側の五千石街道に挟まれた地区である。
長野県道288号新茶屋塩尻線沿いには郊外型の商店がある。その他は寿百瀬団地があるなど住宅が中心の地区である。10数年前は田畑が広がっていたが、ここ数年で宅地化された。

### 歴史
- 1999年9月7日 - 1丁目で住居表示実施。
- 2000年11月20日 - 2丁目で住居表示実施[4]。

### 世帯数と人口
2018年（平成30年）10月1日現在の世帯数と人口は以下の通りである。
| 丁目      | 世帯数  | 人口    |
| --------- | ------- | ------- |
| 寿中1丁目 | 567世帯 | 1,562人 |
| 寿中2丁目 | 323世帯 | 725人   |
| 計        | 890世帯 | 2,287人 |

## 寿南
寿南（ことぶきみなみ）は松本市の町丁。現行行政地名は寿南1丁目のみ。住居表示実施済み。住居表示実施地区、一丁目のみであり、2000年に実施。

### 歴史
- 2000年11月20日 - 1丁目で住居表示実施[4]。

### 世帯数と人口
2018年（平成30年）10月1日現在の世帯数と人口は以下の通りである。
| 丁目      | 世帯数  | 人口  |
| --------- | ------- | ----- |
| 寿南1丁目 | 283世帯 | 856人 |

### 交通
道路
- 長野県道287号町村白川村井停車場線
- 長野県道288号新茶屋塩尻線

## 寿白瀬渕
寿白瀬渕（ことぶきしらせぶち）は松本市の大字。

### 概要
旧白瀬渕村のうち、竹渕、上・下瀬黒は住居表示によって「寿北」となったため、現在残っている部分はおおむね旧白姫村である。江戸時代までは「しろひめ」と読まれていたが明治以降は「しらひめ」となった。
長野県道287号町村白川村井停車場線が通っている。牛伏川には白姫橋と新白姫橋が架かる。寿東保育園がある。

### 世帯数と人口
2018年（平成30年）10月1日現在の世帯数と人口は以下の通りである。
| 大字     | 世帯数  | 人口  |
| -------- | ------- | ----- |
| 寿白瀬渕 | 167世帯 | 434人 |

## 寿豊丘
寿豊丘（ことぶきとよおか）は松本市の大字。旧百瀬村、南百瀬村、白川村から成る。長野県道289号寺村南松本停車場線と長野県道287号町村白川村井停車場線が通っている。

### 概要
中部四十九薬師霊場の札所である瓊林院や寿出張所、寿小学校、寿台図書館、寿台体育館、稲荷神社、諏訪神社、青い鳥幼稚園、百瀬陣屋（旗本諏訪氏領で百瀬村、竹渕村、瀬黒村、白川村を支配）跡があり、また、松原を挟んで南、内田との間に飛び地が存在し、その中に松本ろう学校と明善小学校、明善中学校、寿台養護学校、中信松本病院等の施設がある。寿台南バス停周辺も周囲を松原と寿台に囲まれた寿豊丘の飛び地である。俗地名として横内や豊町などがある。

### 世帯数と人口
2018年（平成30年）10月1日現在の世帯数と人口は以下の通りである。
| 大字   | 世帯数  | 人口    |
| ------ | ------- | ------- |
| 寿豊丘 | 912世帯 | 2,239人 |

## 寿小赤
寿小赤（ことぶきこあか）は松本市の大字。旧小池村と旧赤木村から成る。小池の一部は住居表示実施によって「寿南」となった。

### 世帯数と人口
2018年（平成30年）10月1日現在の世帯数と人口は以下の通りである。
| 大字   | 世帯数  | 人口    |
| ------ | ------- | ------- |
| 寿小赤 | 995世帯 | 2,276人 |

## 松原
松原（まつばら）は松本市の大字。

### 概要
地区の中心に松原中央公園、その他に松原東公園、松原北公園、松原南公園と4つの公園がある。
中央公園の西側に松原ショッピングモールがあるが余り栄えていない。その北側には松原台診療所が、また西側には寿台と松原で唯一のスーパー、アップルランド寿店と唯一の銀行、八十二銀行寿支店がある。南西の端（ただし住所は内田）に、倉村近辺から移転してきて20年ほどになる片丘郵便局がある。西は寿台、北は寿豊丘、南は内田、東は中山と寿白瀬渕に接している。寿台や内田との間に一部、寿豊丘の飛び地が点在している。

### 世帯数と人口
2018年（平成30年）10月1日現在の世帯数と人口は以下の通りである。
| 大字 | 世帯数    | 人口    |
| ---- | --------- | ------- |
| 松原 | 1,204世帯 | 3,004人 |

### 交通
松原地区へ乗り入れる路線バスは、ここ数年で経由する路線や、経路が何度も変わっている。
- 1997年7月16日～2008年7月15日：松原台線。経路は「松本バスターミナル…寿台東口～松原台（現在の松原南）～中信松本病院～松原東（後の松原東バス停とは位置が異なり、後の松原東バス停を西に進んだ角の南側にあった）～棚峯」
- 2008年7月16日～2008年12月15日：中山線。経路は「松本バスターミナル…古屋敷…中信松本病院～松原東（同上）～棚峯」[12]
- 2008年12月16日～2009年12月15日：中山線。経路は「松本バスターミナル…古屋敷…中信松本病院～松原南～松原西～松原北～松原東～棚峯」[13]
- 2009年12月16日～2010年3月31日：上記の中山線と、松原線。松原線の経路は「松本バスターミナル…寿台東口～松原南～中信松本病院～松原南～松原西～松原北～松原東～棚峯」[14]
- 2010年4月1日～：松原線。経路は「松本バスターミナル…寿台東口～松原南～中信松本病院〜松原南〜松原北〜松原東～棚峯」、中山線廃止（古屋敷まで短縮）
- 2018年7月2日～：松原線。経路は「松本バスターミナル…寿台東口～松原南～中信松本病院（2019年4月1日から寿台養護学校北）～棚峯」
- 2023年10月1日〜：先述の定期路線バスに加え、寿地区全域とその近辺でオンデマンドバスのるーと松本運行開始。バス路線が廃止になったりもともとバス路線がないエリアで運行。専用の指定停留所がある。利用には登録・予約が必要。